# Almind (Kolding)
Almind is een plaats in de Deense regio Zuid-Denemarken, gemeente Kolding, en telt 1627 inwoners (2007). Het dorp ligt aan de voormalige spoorlijn Kolding - Egtved. Het stationsgebouw is bewaard gebleven.